# Einstelllicht

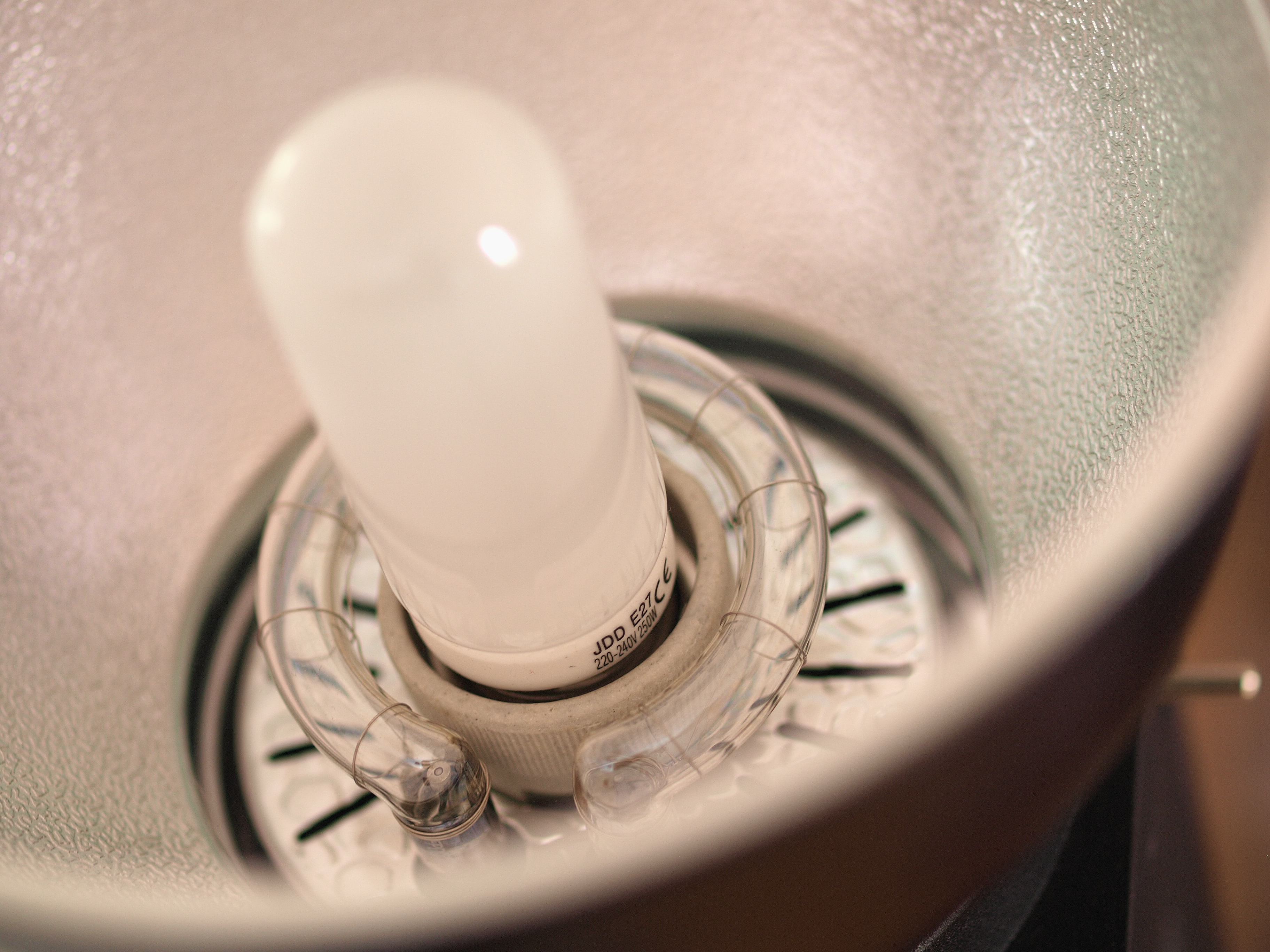
Einstelllicht am Blitzkopf

Einstelllicht (auch Modellicht oder Pilotlicht) bezeichnet eine Einrichtung vornehmlich an Studioblitzgeräten, die es ermöglicht, die Wirkung der Blitzbeleuchtung vor einer fotografischen Aufnahme zu beurteilen.
Das Einstelllicht ist oft eine Halogenlampe mit einer Leistung zwischen 50 Watt und 250 Watt, die gemeinsam mit den eigentlichen Blitzröhren im Blitzkopf angeordnet ist. Manche modernen Blitzgeräte sind in der Lage, die Blitzröhre bei stark verringerter Leistung mit relativ hoher Frequenz anzusteuern, so dass sich eine konstante Beleuchtung ergibt und ein gesondertes Einstelllicht überflüssig wird.